# Petra (Marvel Comics)
Petra es un personaje ficticio que aparece en los cómics publicados por Marvel Comics. Ella es una de los "Desaparecidos X-Men".

## Historial de publicaciones
El personaje aparece por primera vez en la serie limitada X-Men: Deadly Genesis #1 (noviembre de 2005) y fue creado por el escritor Ed Brubaker y el artista Pete Woods.

## Biografía ficticia
Petra fue la primera de su familia en nacer en Estados Unidos. Su madre, su padre y su hermano emigraron de Dinamarca mientras el primero estaba embarazada de ella. Ellos vivieron la típica vida estadounidense en los suburbios de la ciudad de Nueva York durante la mayor parte de su infancia. Poco después de su decimotercer cumpleaños, la familia de Petra murió por un desprendimiento de rocas mientras estaba de campamento, y Petra, sin saberlo, usó sus poderes mutantes de manipulación de la tierra para evitar resultar herida. Después de pasar semanas en los Servicios de Protección Infantil, Petra fue enviada a vivir a Nueva Jersey en un hogar de acogida. La colocaron en una casa que tenía otros cinco niños que se vieron obligados a compartir la misma habitación. Su madre adoptiva era mayor e indiferente, y su padre adoptivo era demasiado cariñoso al tratar de abrazarla y tocarla todo el tiempo.
Un día, durante una excursión a Central Park, su padre adoptivo intentó tocarla pero se hundió en el suelo hasta las rodillas. Fue entonces cuando Petra se dio cuenta de que era una mutante y huyó. Ella encontró una cueva y se escondió allí durante días llorando, sabiendo que con sus habilidades podría haber matado o salvado a su familia. Ella acampó en Central Park durante un par de años, usando su poder para manipular cuevas de roca y convertirlas en refugios para evitar ser arrestada y enviada a centros de detención juvenil. Cuando tenía dieciséis años, descubrió otro aspecto útil de su habilidad: podía convertir carbón en diamantes si se concentraba lo suficiente. Durante un año, utilizó este aspecto de su poder para fabricar diamantes de distintos tamaños y venderlos en casas de empeño para poder comprar comida y sobrevivir. Un día, sin embargo, un empleado de una casa de empeño dijo que iba a llamar al dueño de la tienda, pero este llamó a la policía.
Corriendo hacia su refugio rocoso, la policía encontró a Petra antes de que pudiera esconderse y la detuvo después de una breve batalla. Cuando despertó, una guardia le informó que la dejarían bajo la custodia de la Dra. Moira MacTaggert, quien estaba allí para ayudar a Petra. Esto al principio asustó a Petra porque nunca había conocido a nadie que intentara ayudarla debido a sus habilidades, solo la lastimó.Después de algún tiempo con la Dra. MacTaggert, el Profesor X llevó a Petra junto con Sway, Darwin y Vulcan para rescatar al equipo original de X-Men atrapado en la isla mutante Krakoa. Petra instintivamente usó sus poderes para enterrar a Vulcan y Darwin, y luego es incinerada por la criatura volcánica creada por Krakoa.
Cuando los X-Men establecen Krakoa como un paraíso mutante, Petra estaba entre los mutantes revividos que vivían allí y ella, Sway y Vulcan residían en la Casa de Verano.Durante la historia de "Empyre", Petra y Sway toman una copa con Vulcan en la Casa de Verano en la Luna. Después de que Vulcan derrotara a los atacantes Cotati, Petra y Sway los alcanzan.

## Poderes y habilidades
Petra era una "terraquinética" o "geomorfa",que tenía la capacidad de manipular, controlar, levitar y remodelar psicoquinéticamente el elemento clásico de la tierra (arena, piedra, roca, lava y/o suciedad) e incluso podía transformar la consistencia de la tierra y la roca, como convertir un trozo de carbón en un diamante.También podría usar este poder para causar terremotos menores y crear formas a partir de roca sólida. Petra significa "rocosa" en latín y "piedra" en griego.

## Otras versiones

### Ultimate Marvel
La versión Ultimate Marvel de la personaje es Petra Laskov, una mutante siria y esposa del activista georgiano Nikolai Laskov. El hijo de la pareja fue apuntado con una pistola, lo que obligó a Petra a matar a su marido y, de todos modos, matan a su propio hijo.Años más tarde, aparece como la supervillana Enjambre, también conocida como Reina Insectodel grupo de supervillanos Liberadores que invade los Estados Unidos para matar a muchos y poner fin a la supuesta agresión estadounidense. Un enfrentamiento con los Ultimates resultó en que Petra fuera derrotada por la forma gigante de Avispa.Sin embargo, Petra es reconstruida como la superheroína Avispa Roja de los Vengadores liderada por Nick Fury y Gregory Stark.Los Vengadores luchan contra Red Skull, y luego Petra (disfrazada de enfermera) mata al verdugo de su familia en un hospital.Sus habilidades como Enjambre de estilo inhumano son controlar insectos (aunque completamente corpóreos) con las características similares de piel gris y cuernos de Margali Szardos, mientras que sus habilidades como Avispa Roja de aspecto humano son una variación agresiva de la Avispa.

## En otros medios
Christy Nord (un personaje basado en Petra) aparece en Wolverine and the X-Men, con la voz de Kari Wahlgren (versión adulta) y de Danielle Judovits (versión infantil). Esta versión es la hija geocinética de Christopher Nord que vive en una granja cerca de la frontera entre Estados Unidos y Canadá. En el episodio "Past Discretions", ella ataca a Wolverine bajo la creencia de que este último mató a su padre antes de darse cuenta de la verdad: Wolverine recibió el encargo de Arma X que secuestrara a Christopher, pero se detuvo al darse cuenta de que esto convertiría a Christy en huérfana, antes de que Sabretooth completara la misión. En "Stolen Lives", Christy es secuestrada por Maverick antes de ser rescatada por Wolverine y Mystique. Más tarde, Emma Frost deshace el lavado de cerebro de Christopher, lo que permite que los Nords se reúnan.